# Lukostřelba na Letních olympijských hrách 1920
Lukostřelba na Letních olympijských hrách 1920 v Antverpách.

## Medailisté

### Muži
| Kategorie                      | Zlato | Stříbro | Bronz |
| ------------------------------ | --- | --- | --- |
| Velký pevný terč               | Edmond Cloetens · Belgie (BEL) | Louis Van de Perck · Belgie (BEL) | Firmin Flamand · Belgie (BEL) |
| Družstvo - velký pevný terč    | Belgie (BEL) · Edmond Cloetens · Louis Van de Perck · Firmin Flamand · Edmond Van Moer · Joseph Hermans · Auguste Van de Verre                                       | Nebyla udělena | Nebyla udělena |
| Malý pevný terč                | Edmond Van Moer · Belgie (BEL) | Louis Van de Perck · Belgie (BEL) | Joseph Hermans · Belgie (BEL) |
| Družstvo - malý pevný terč     | Belgie (BEL) · Edmond Cloetens · Louis Van de Perck · Firmin Flamand · Edmond Van Moer · Joseph Hermans · Auguste Van de Verre                                       | Nebyla udělena | Nebyla udělena |
| Pohyblivý terč 50 m            | Julien Brulé · Francie (FRA) | Hubert Van Innis · Belgie (BEL) | Nebyla udělena |
| Družstvo - pohyblivý terč 50 m | Belgie (BEL) · Alphonse Allaert · Hubert Van Innis · Edmond De Knibber · Louis Delcon · Jérome De Maeyer · Pierre Van Thielt · Louis Fierens · Louis Van Beeck       | Francie (FRA) · Julien Brulé · Léonce Quentin · Pascal Fauvel · Eugène Grisot · Eugène Richez · Artur Mabellon · Léon Epin · Paul Leroy                        | Nebyla udělena |
| Pohyblivý terč 33 m            | Hubert Van Innis · Belgie (BEL) | Julien Brulé · Francie (FRA) | Nebyla udělena |
| Družstvo - pohyblivý terč 33 m | Belgie (BEL) · Alphonse Allaert · Hubert Van Innis · Edmond De Knibber · Louis Delcon · Jérome De Maeyer · Pierre Van Thielt · Louis Fierens · Louis Van Beeck       | Francie (FRA) · Julien Brulé · Léonce Quentin · Pascal Fauvel · Eugène Grisot · Eugène Richez · Artur Mabellon · Léon Epin · Paul Leroy                        | Nebyla udělena |
| Pohyblivý terč 28 m            | Hubert Van Innis · Belgie (BEL) | Léonce Quentin · Francie (FRA) | Nebyla udělena |
| Družstvo - pohyblivý terč 28 m | Nizozemsko (NED) · Janus Theeuwes · Driekske van Bussel · Joep Packbiers · Janus van Merrienboer · Jo van Gastel · Theo Willems · Piet de Brouwer · Tiest van Gestel | Belgie (BEL) · Hubert Van Innis · Alphonse Allaert · Edmond De Knibber · Louis Delcon · Jérome De Maeyer · Pierre Van Thielt · Louis Fierens · Louis Van Beeck | Francie (FRA) · Julien Brulé · Léonce Quentin · Pascal Fauvel · Eugène Grisot · Eugène Richez · Artur Mabellon · Léon Epin · Paul Leroy |

## Medailové pořadí
| Pořadí | Země             | Zlato | Stříbro | Bronz | Celkově |
| ------ | ---------------- | ----- | ------- | ----- | ------- |
| 1.     | Belgie (BEL)     | 8     | 4       | 2     | 14      |
| 2.     | Francie (FRA)    | 1     | 4       | 1     | 6       |
| 3.     | Nizozemsko (NED) | 1     | 0       | 0     | 1       |